# Opus (audioformaat)
Opus is een open en royalty-vrij audiocompressieformaat ontwikkeld door de IETF. Het is ontworpen voor interactieve, realtimeapplicaties op het internet. Opus bevat technologie van het spraakgerichte SILK-codec en van de lagelatentiecodec CELT (weinig vertraging bij audiostromen). In september 2012 werd het RFC-document gepubliceerd met nummer 6716, waardoor Opus een internetstandaard werd. Opus wordt vaak gebruikt in combinatie met een WebM-container en VP9-video. De meest recente grotere versie van de Opus-codec is versie 1.3, welke werd uitgegeven op 18 oktober 2018. De meest recente versie van de Opus-codec is versie 1.3.1, welke werd uitgegeven op 12 april 2019.

## Software met Opus-ondersteuning
Het bestandsformaat Opus wordt onder meer ondersteund in:
- Android 5.0+
- Google Chrome & Chromium 25+[4]
- Mozilla Firefox 15+
- Microsoft Edge
- VLC media player
- foobar2000 1.1.14+
- GStreamer
- Icecast 2.4 bèta+
- Mozilla Thunderbird 15+
- Rockbox
- MediaCoder
- CDBurnerXP
- Amarok
- TeamSpeak 3
- Discord
- Signal
- Whatsapp
- Telegram
- Mumble